# Naczelny sekretarz skarbu
Naczelny sekretarz skarbu (ang. Chief Secretary to the Treasury) – brytyjski urząd ministerialny powstały w 1961 r. Zajmuje się negocjacjami budżetowymi, sektorem świadczeń publicznych oraz polityką walutową rządu. Choć nie ma własnego ministerstwa – jest drugą po kanclerzu skarbu osobą w resorcie finansów – jest członkiem gabinetu i uczestniczy w jego pracach na prawach równych ministrom.

## Lista naczelnych sekretarzy skarbu
| Sekretarz           | Czas urzędowania                            |
| ------------------- | ------------------------------------------- |
| Henry Brooke        | 9 października 1961 – 13 lipca 1962         |
| John Boyd-Carpenter | 13 lipca 1962 – 16 października 1964        |
| John Diamond        | 20 października 1964 – 19 czerwca 1970      |
| Maurice Macmillan   | 23 czerwca 1970 – 7 kwietnia 1972           |
| Patrick Jenkin      | 7 kwietnia 1972 – 8 stycznia 1974           |
| Tom Boardman        | 8 stycznia 1974 – 4 marca 1974              |
| Joel Barnett        | 7 marca 1974 – 4 maja 1979                  |
| John Biffen         | 5 maja 1979 – 5 stycznia 1981               |
| Leon Brittan        | 5 stycznia 1981 – 11 czerwca 1983           |
| Peter Rees          | 11 czerwca 1983 – 2 września 1985           |
| John MacGregor      | 2 września 1985 – 13 czerwca 1987           |
| John Major          | 13 czerwca 1987 – 24 lipca 1989             |
| Norman Lamont       | 24 lipca 1989 – 28 listopada 1990           |
| David Mellor        | 28 listopada 1990 – 10 kwietnia 1992        |
| Michael Portillo    | 10 kwietnia 1992 – 20 lipca 1994            |
| Jonathan Aitken     | 20 lipca 1994 – 5 lipca 1995                |
| William Waldegrave  | 5 lipca 1995 – 2 maja 1997                  |
| Alistair Darling    | 3 maja 1997 – 27 lipca 1998                 |
| Stephen Byers       | 27 lipca 1998 – 23 grudnia 1998             |
| Alan Milburn        | 23 grudnia 1998 – 11 października 1999      |
| Andrew Smith        | 11 października 1999 – 29 maja 2002         |
| Paul Boateng        | 29 maja 2002 – 6 maja 2005                  |
| Des Browne          | 6 maja 2005 – 5 maja 2006                   |
| Stephen Timms       | 5 maja 2006 – 27 czerwca 2007               |
| Andy Burnham        | 28 czerwca 2007 – 24 stycznia 2008          |
| Yvette Cooper       | 24 stycznia 2008 – 5 czerwca 2009           |
| Liam Byrne          | 5 czerwca 2009 – 11 maja 2010               |
| David Laws          | 12 maja 2010 – 28 maja 2010                 |
| Danny Alexander     | 29 maja 2010 – 11 maja 2015                 |
| Greg Hands          | 11 maja 2015 – 14 lipca 2016                |
| David Gauke         | 14 lipca 2016 – 11 czerwca 2017             |
| Elizabeth Truss     | 11 czerwca 2017 – 24 lipca 2019             |
| Rishi Sunak         | 24 lipca 2019 – 13 lutego 2020              |
| Stephen Barclay     | 13 lutego 2020 – 15 września 2021           |
| Simon Clarke        | 15 września 2021 – 6 września 2022          |
| Chris Philp         | 6 września 2022 – 14 października 2022      |
| Edward Argar        | 14 października 2022 – 25 października 2022 |
| John Glenn          | 25 października 2022 – 13 listopada 2023    |
| Laura Trott         | 13 listopada 2023 – 5 lipca 2024            |
| Darren Jones        | 5 lipca 2024 –                              |